# Chiến dịch quần đảo Solomon
Chiến dịch quần đảo Solomon là một chiến dịch lớn của Chiến tranh Thái Bình Dương. Nó bắt đầu với sự đổ bộ của quân Nhật Bản và chiếm đóng một số vùng ở quần đảo Solomon và Bougainville trong lãnh thổ của New Guinea trong vòng sáu tháng đầu năm 1942. Nhật Bản chiếm đóng các lãnh thổ nói trên và xây dựng một số các căn cứ hải quân và không quân với mục đích tạo một rào chắn bảo vệ căn cứ quân sự của họ ở Rabaul, bảo vệ tấn công của Nhật Bản ở New Guinea và cấm trao đổi giữa phe Đồng Minh và Úc-New Zealand.
Để bảo vệ liên lạc và trao đổi ở Nam Thái Bình Dương, phe Đồng Minh đã tiến hành một chiến dịch phản công ở New Guinea, dẫn đến căn cứ Nhật Bản ở Rabaul bị cô lập và phản công quân Nhật ở quần đảo Solomon tại đảo Guadalcanal và các đảo lân cận vào ngày 7 tháng 8 năm 1942. Các cuộc đổ bộ này bắt đầu một chuỗi tấn công giữa hai bên, bắt đầu với cuộc tấn công ở Guadalcanal và đến với một số trận chiến ở Trung và Bắc Solomon, quanh và trên đảo New Georgia và Bougainville.
Phe Đồng Minh đã lấy lại phần nhỏ lãnh thổ trên quần đảo Solomon (mặc dù phản công diễn ra đến kết thúc chiến tranh) và họ cũng đã cô lập và trung lập hóa một số căn cứ Nhật Bản.

## Bối cảnh

### Chiến thuật
Vào ngày 7 tháng 12 năm 1941, sau khi không thể giải quyết một tranh chấp với Hoa Kỳ về Chiến tranh Trung–Nhật và sự chiếm đóng của Đông Dương thuộc Pháp, quân Nhật đã tấn công Trân Châu Cảng, Hawaii. Tấn công đó đã tổn thương hầu hết các tàu chiến Thái Bình Dương của Hoa Kỳ và bắt đầu chiến tranh giữa hai nước. Các chiếm đóng ở lãnh thổ Đế quốc Anh của quân Nhật đã đưa Australia, New Zealand và Anh vào xung đột. Vào ngày 1 tháng 11 năm 1941, Hạm đội Liên hợp Hải quân cho rằng các chiến dịch ban đầu của Nhật Bản trước chiến tranh để "[đánh tan] thế lực Anh và Mỹ từ Đông Ấn Hà Lan và Philippines [và] để thành lập một chính sách kinh tế tự trị." 
Đế Quốc Nhật Bản đã đạt mục tiêu ban đầu của nó trong sáu tháng đầu của chiến tranh, chiếm đóng Hong Kong, Philippines, Malaya, Singapore, Đông Ấn Hà Lan, Đảo Wake, New Britain, Quần đảo Gilbert và Guam. Vào tháng 3 và 4 năm 1942, quân Nhật Bản chiếm đóng và bắt đầu xây dựng một sân bay ở Bắc Buogainville và một căn cứ hải quân ở Nam Bougainville.